# Xenia (émulateur)
Pour les articles homonymes, voir Xenia.
Xenia est un émulateur libre et open-source pour Microsoft Windows qui permet aux jeux de console Xbox 360 d'être joués sur un PC. En décembre 2018, l'émulateur est capable d’émuler environ 90 titres Xbox 360 avec les performances optimales, ainsi que d'atteindre un niveau d’émulation, rendant le gameplay jouable pour près de 300 jeux avec différents niveaux de compatibilité,.

## Développement
En mars 2014, Ben Vanik, l'auteur de l'émulateur, a publié une vidéo de preuve de concept montrant que l'émulateur est capable de jouer à Frogger 2, un titre Arcade Xbox Live 2008. Cela a marqué le premier titre commercial jouable de l'émulateur. Le développement de l'émulateur progresse à un rythme lent, car la vidéo de mars 2014 sur Frogger 2 est le résultat de quatre années de développement. La vidéo montre que le jeu est émulé avec un faible taux d’images par seconde, l’auteur, s'attendant à ce que les performances augmentent à un niveau plus jouable à mesure que le développement progresse. Une nouvelle vidéo publiée en mars 2015 montre le titre Xbox 360 A-Train HX (avec des graphismes 3D) fonctionnant à pleine vitesse un an seulement après la vidéo sur Frogger. En plus des augmentations des performances, Vanik s'attend à ce que l'émulateur prenne en charge la lecture d'autres titres à l'avenir. L'auteur a déclaré que l'objectif du projet Xenia est de publier des informations pour la recherche sur l'émulation des appareils et des systèmes d'exploitation modernes.
Une branche Direct3D 12 est créée le 18 juillet 2018, et a notamment dépassé la principale branche Vulkan en termes de précision le 26 septembre de la même année, permettant de jouer une démo de Sonic Unleashed, peu de temps après avoir corrigé certains problèmes graphiques qui s'étaient posés. sur les GPU AMD. Cette branche de l'émulateur nécessite des spécifications plus élevées pour fonctionner et utilise plus de puissance GPU que la branche Vulkan.

## Configuration requise
Une configuration minimum de PC est requise pour que l'émulateur fonctionne. Depuis le 20 décembre 2018, les utilisateurs doivent exécuter une version 64 bits de Windows 7 ou d’une version ultérieure. Un processeur graphique compatible Vulkan ou D3D12 et un processeur 64 bits prenant en charge AVX ou AVX2 sont requis.